# 1988年夏季残疾人奥林匹克运动会日本代表团
1988年夏季残疾人奥林匹克运动会日本代表团是日本派出的1988年夏季残疾人奥林匹克运动会代表团。获得17枚金牌、12枚银牌和17枚铜牌。